# Нова Руда
Но̀ва Ру̀да (на полски: Nowa Ruda; на немски: Neurode; на чешки: Nová Ruda) е град в Югозападна Полша, Долносилезко войводство, Клодзки окръг. Административен център е на селската Новорудска община, без да е част от нея. Самият град е обособен в самостоятелна община с площ 37,05 км2.

## География
Градът се намира в историческата област Долна Силезия. Разположен е край река Влоджица, близо до границата с Чехия, на 32 километра югоизточно от Валбжих и на 25 километра северозападно от Клодзко.

## История
Селището е основано от немски колонисти по време на управлението на чешкия крал Пршемисъл Отокар II. За пръв път е споменато в писмен документ през 1337 година. Получава градски права около 1434 година. В периода 1975 – 1998 г. е част от Валбжихското войводство.

## Население
Населението на града възлиза на 22 455 души (2017 г.). Гъстотата е 606 души/км2.

## Личности
- Франц Екерт – немски композитор
- Йоахим Райнелт – немски духовник, епископ на диоцеза Дрезден-Майсен
- Роберт Венцкевич – полски актьор

## Градове партньори
- Wallers-Arenberg, Франция
- Кастроп-Рауксел, Германия
- Броумов, Чехия